# کبوتر سبز نواری
کبوتر سبز نواری یا کبوتر پرشکافته (نام علمی: Drepanoptila holosericea) گونه‌ای از پرندگان خانواده کبوتران در سرده تک‌نماد Drepanoptila است، اما این سرده احتمالاً بهتر می‌تواند در سردهٔ کبوترهای میوه‌خوار ادغام شود. کبوتر پرشکافته بومی کالدونیای جدید است که در جنگل و ساوانای پوست‌کاغذی در ارتفاعات تا ۱٬۰۰۰ متر (۳٬۳۰۰ فوت) یافت می‌شود.
به دلیل نابودی زیستگاه و شکار، توسط IUCN نزدیک تهدید تلقی می‌شود.